# Dokud běžíš / Dopis španělské princezně
Dokud běžíš / Dopis španělské princezně (2009) je singl skupiny Květy. Vyšel pouze na malé gramofonové desce (průměr 17 cm). Nahrávky byly pořízeny během nahrávání alba Myjau (2009). Na straně A je píseň Dokud běžíš, která vyšla na albu Myjau (ale už se nedostala na LP verzi tohoto alba a byla tehdy k volnému stažení na profilu skupiny na webu Bandzone.cz), na straně B pak vyšla píseň Dopis španělské princezně, která jinak nevyšla (nevyšla tedy v žádném digitálním formátu).
Singl byl představen na koncertě ve Staré pekárně v Brně 21. prosince 2009, oficiálně vyšel až na začátku ledna 2010 (je na něm ale vročení 2009). Obal vytvořila Pavla Kačírková.

## Seznam skladeb
1. Dokud běžíš (Aleš Pilgr / Martin Evžen Kyšperský)
2. Dopis španělské princezně (Martin Evžen Kyšperský)

## Nahráli
- Květy
  - Martin E. Kyšperský – zpěv, kytary, kontrabas, kravský zvonec
  - Aleš Pilgr – bicí, harmonium, foukací harmonika, brumle, vokály
  - Ondřej Čech – basová kytara
  - Albert Novák – housle, vokály
- hosté
  - Ondřej Ježek – foukací harmonika, kravský zvonec, vokály
  - Dušan Souček – vokály